# Gordon Birtwistle
Gordon Birtwistle (ur. 6 września 1943 w Oswaldtwistle) – brytyjski polityk Liberalnych Demokratów, deputowany Izby Gmin.

## Działalność polityczna
W okresie od 6 maja 2010 do 30 marca 2015 reprezentował okręg wyborczy Burnley w brytyjskiej Izbie Gmin.